# Melodifestivalen 1977
Das Melodifestivalen 1977 war der schwedische Vorentscheid für den Eurovision Song Contest 1977 in London (Vereinigtes Königreich). Es war die 17. Ausgabe des von der öffentlich-rechtlichen Rundfunkanstalt Sveriges Radio veranstalteten Wettbewerbs. Die Band Forbes gewann den Wettbewerb mit ihrem Lied Beatles.

## Format

### Konzept
Nachdem man im Jahr zuvor nicht am Eurovision Song Contest teilnahm und somit auch kein Melodifestivalen veranstaltet wurde, kehrte man 1977 zum Wettbewerb zurück. Wie in den Vorjahren bewerten wieder Jurygruppen, vor allem mit Personen jünger als 25 Jahren besetzt, die Beiträge des Finales. Jede Jurygruppe bestand dabei aus elf Personen. Als Bewertungsgrundlage wurde dafür das seit 1975 beim Eurovision Song Contest bekannte Douze Points-Punkteschema genutzt. Der von einer Jury favorisierte Beitrag erhielt dabei, analog zum internationalen Wettbewerb, 12 Punkte, gefolgt von 10 Punkten für den zweiten und 8 Punkte für den dritten Platz, die von einer Jury auf die Plätze vier bis zehn gewählten Beiträge erhielten absteigend 7 bis einen Punkt. Eine Jury vergab damit insgesamt 58 Punkte.

### Beitragswahl
Entgegen der Vorjahre lud Sveriges Radio vorab keine Komponisten ein. Stattdessen konnten offen Beiträge für die zehn Interpreten eingereicht werden. Dabei mussten allen Einsendungen die Noten des Beitrags, eine Audiokassette mit Musik und Gesang des Liedes sowie ein verschlossener Umschlag mit einem Zettel, auf dem die Namen der Komponisten vermerkt waren, beigelegt werden. Insgesamt wurden 1103 Einsendungen gezählt. 138 der eingereichten Beiträge mussten aufgrund der Nichterfüllung von gestellten Anforderungen seitens der Rundfunkanstalt disqualifiziert werden, die restlichen 965 Beiträge wurden einer Auswahljury zur Bewertung vorgelegt, woraus die zehn Finalbeiträge resultierten.

## Teilnehmer
Unter den Teilnehmern befand sich Eric Öst, der mit 71 Jahren bis dahin der älteste Teilnehmer, der jemals antrat, war.

### Zurückkehrende Teilnehmer
Tomas Ledin, der zum Melodifestivalen zurückkehrte war, neben seinem eigenen Beitrag an zwei weiteren Beiträgen als Komponist und Texter beteiligt.
| Interpret        | Vorheriges Teilnahmejahr                                                                                     |
| ---------------- | --- |
| Landslaget       | 1975 |
| Lena Andersson   | 1973, 1974                                                                                                   |
| Svante Thuresson | 1966 (ein Beitrag im Duett mit Lill Lindfors), 1967, 1968 (ein Beitrag im Duett mit Östen Warnerbring), 1969 |
| Tomas Ledin      | 1972 |

*Fett-markierte Teilnahmejahre stehen für Sieger des Melodifestivalen.

### Dirigenten
Bei den Beiträgen fungierten verschiedene Personen als Dirigenten. So war bei drei Beiträgen Lars Samuelson als Dirigent tätig, in der Startreihenfolge der Beiträge:
- Du och jag och sommaren von Mats Rådberg
- Sommar'n -65 von Landslaget
- Charlie Chaplin von Eva Rydberg

Bei zwei Beiträgen war Anders Henriksson als Dirigent tätig, in der Startreihenfolge der Beiträge:
- Åh, vilken sång von Greta & Malou
- Ola mä fiola von Kenneth Greuz & Eric Öst

Bei fünf Beiträgen waren andere Dirigenten leitend, in der Startreihenfolge der Beiträge:
- Bruno Glenmark beim Beitrag von Lena Andersson
- Leif Carlquist beim Beitrag von Tomas Ledin
- Kenneth Staag beim Beitrag von Svante Thuresson
- Lars Beijbom beim Beitrag von Janne Landegren
- Anders Berglund beim Beitrag von Forbes

## Finale

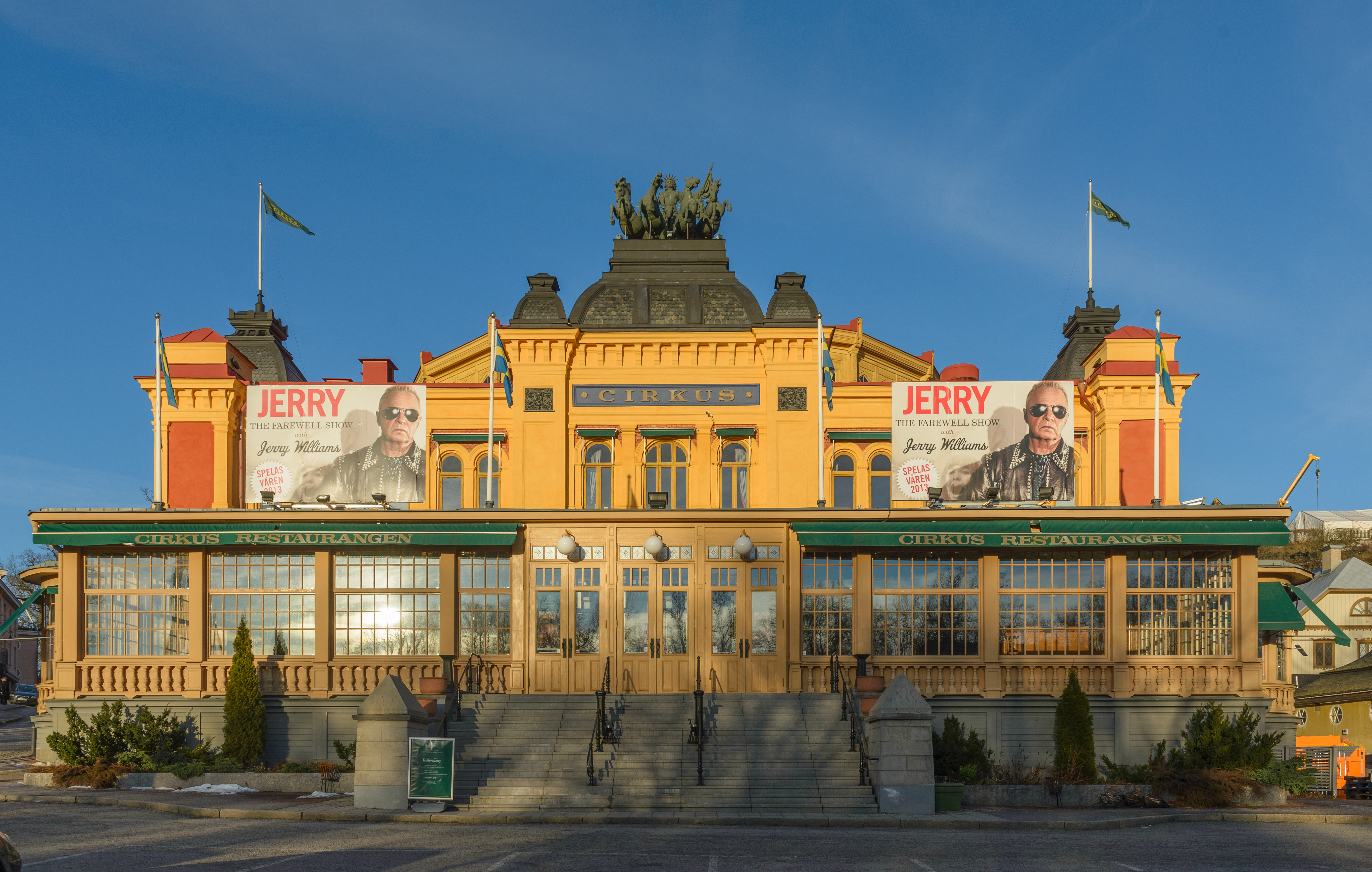
Die Veranstaltungshalle Cirkus, in der 1977 das Finale stattfand, im Januar 2013

Das Finale fand am 26. Februar 1977 um 20:00 Uhr (MEZ), nachdem es 1975 erstmalig in Göteborg stattfand, wieder in Stockholm statt. Bei der aus der Cirkus genannten Veranstaltungshalle von Sveriges Radio stattfindenden Sendung führte Ulf Elfving als Gastgeber durch den Abend. Die Ausstrahlung erfolgte in zwei Teilen, von 20:00 bis 21:00 Uhr und wurde ab 21:35 Uhr fortgesetzt, sie endete um 22:05 Uhr.
| Platz | Startnr. | Interpret                | Lied Musik (M) und Text (T)                                | Übersetzung (inoffiziell)      | Luleå | Falun | Karlstad | Götebro | Umeå | Örebro | Norrköping | Malmö | Sundsvall | Vaxjö | Stockholm | Gesamt |    |    |        |                                           |   |    |   |    |   |    |    |    |    |    |    |    |     |
| --- | -------- | ------------------------ | ---------------------------------------------------------- | ------------------------------ | ----- | ----- | -------- | ------- | ---- | ------ | ---------- | ----- | --------- | ----- | --------- | ------ | -- | -- | ------ | ----------------------------------------- | - | -- | - | -- | - | -- | -- | -- | -- | -- | -- | -- | --- |
| Platz | Startnr. | Interpret                | Lied Musik (M) und Text (T)                                | Übersetzung (inoffiziell)      | Luleå | Falun | Karlstad | Götebro | Umeå | Örebro | Norrköping | Malmö | Sundsvall | Vaxjö | Stockholm | Gesamt | 1. | 10 | Forbes | Beatles M: Claes Bure, T: Sven-Olof Bagge | – | 12 | 7 | 10 | 6 | 12 | 12 | 12 | 10 | 12 | 12 | 12 | 117 |
| 2. | 7        | Svante Thuresson         | Johan B. Lund M/T: Åke Larsén, Per-Arne Eklund             | –                              | 8     | 12    | 1        | 10      | 3    | 7      | 8          | 8     | 6         | 8     | 4         | 75     |    |    |        |                                           |   |    |   |    |   |    |    |    |    |    |    |    |     |
| 3. | 4        | Landslaget               | Sommaren -65 M/T: Lasse Lindbom                            | Sommer -65                     | 7     | 3     | 7        | 3       | 4    | 8      | 6          | 12    | 8         | 5     | 10        | 73     |    |    |        |                                           |   |    |   |    |   |    |    |    |    |    |    |    |     |
| 4. | 2        | Greta & Malou            | Åh, vilken sång M/T: Greta Zachrisson, Malou Berg          | Ach, was für ein Lied          | 5     | 4     | 5        | 7       | 6    | 10     | 10         | 6     | 10        | 2     | 7         | 72     |    |    |        |                                           |   |    |   |    |   |    |    |    |    |    |    |    |     |
| 5. | 6        | Tomas Ledin              | Minns du Hollywood M/T: Tomas Ledin                        | Erinnerst du dich an Hollywood | 4     | 6     | 12       | 12      | 1    | 5      | 7          | 3     | 4         | 3     | 6         | 63     |    |    |        |                                           |   |    |   |    |   |    |    |    |    |    |    |    |     |
| 6. | 8        | Janne Landegren          | Trädets rot M/T: Jan Sjunnesson                            | Die Wurzel des Baumes          | 10    | 5     | 6        | 4       | 10   | 1      | 5          | 2     | 5         | 4     | 8         | 60     |    |    |        |                                           |   |    |   |    |   |    |    |    |    |    |    |    |     |
| 7. | 9        | Eva Rydberg              | Charlie Chaplin M/T: Tomas Ledin                           | –                              | 6     | 8     | 3        | 5       | 7    | 3      | 2          | 5     | 7         | 6     | 5         | 57     |    |    |        |                                           |   |    |   |    |   |    |    |    |    |    |    |    |     |
| 7. | 1        | Lena Andersson           | Det bästa som finns M: Ted Gärdestad, T: Kenneth Gärdestad | Das Beste, was es gibt         | 2     | 1     | 8        | 8       | 8    | 2      | 3          | 7     | 3         | 10    | 3         | 55     |    |    |        |                                           |   |    |   |    |   |    |    |    |    |    |    |    |     |
| 9. | 5        | Kenneth Greuz & Eric Öst | Ola mä fiola M/T: Karl-Gerhard Lundkvist (Little Gerhard)  | Ola mit der Geige              | 3     | 10    | 4        | 1       | 5    | 6      | 4          | 4     | 1         | 7     | 2         | 47     |    |    |        |                                           |   |    |   |    |   |    |    |    |    |    |    |    |     |
| 10. | 3        | Mats Rådberg             | Du och jag och sommaren M/T: Tomas Ledin                   | Du und ich und der Sommer      | 1     | 2     | 2        | 2       | 2    | 4      | 1          | 1     | 2         | 1     | 1         | 19     |    |    |        |                                           |   |    |   |    |   |    |    |    |    |    |    |    |     |
| Jury-Punktesprecher |          |                          |                                                            |                                |       |       |          |         |      |        |            |       |           |       |           |        |    |    |        |                                           |   |    |   |    |   |    |    |    |    |    |    |    |     |
| - Luleå – Jan Paulus - Falun – Bengt "Polo" Johanson - Karlstad – Ulf Schenkmanis - Göteborg – Rune Rustman - Umeå – Fredrik Burgman - Örebro – Maud Nylin - Norrköping – Larz-Thure Ljungdahl - Malmö – Bengt Roslund - Sundsvall – Maritta Selin - Växjö – Sven-Olof Olsson - Stockholm – Sven Lindahl |          |                          |                                                            |                                |       |       |          |         |      |        |            |       |           |       |           |        |    |    |        |                                           |   |    |   |    |   |    |    |    |    |    |    |    |     |